# Tabu (revistă)
Tabu este o revistă lunară pentru femei din România, lansată în anul 2001
de Publimedia împreună cu trustul Academia Cațavencu.
Ulterior a fost preluată de Academia Cațavencu.
În ianuarie 2010, revista a fost preluată de Brândușa Vlanga, șefa regiei de vânzări DBV Media House.